# Boretto
Boretto (emilián nyelven Burèt) település Olaszországban, Emilia-Romagna régióban, Reggio Emilia megyében. Lakosainak száma 5231 fő (2023. január 1.). Boretto Brescello, Castelnovo di Sotto, Gualtieri, Pomponesco, Poviglio és Viadana községekkel határos.

## Népesség
A település népessége az elmúlt években az alábbi módon változott:
| Lakosok száma | 5293 | 5345 | 5231 |
|               | 2017 | 2018 | 2023 |